# Shaggy-Teppich

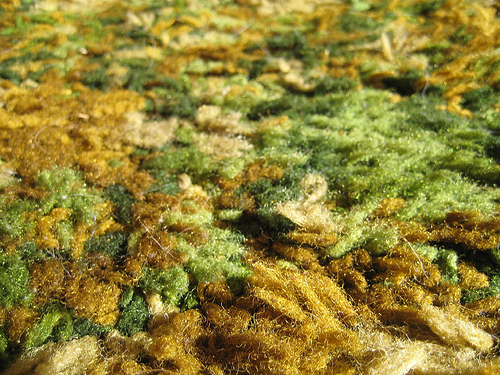
Flor eines Shaggy

Ein Shaggy-Teppich (oft kurz auch Shag oder Shaggy; von englisch shaggy für ‚struppig, zottig‘) ist ein Hochflorteppich, der sich optisch durch sein zottiges und struppiges Erscheinungsbild auszeichnet. Bekanntheit erreichte er durch seine Beliebtheit als moderner Einrichtungsgegenstand.

## Erscheinungsbild
Der Shaggy-Teppich gilt als klassischer Einrichtungsgegenstand der 1970er-Jahre. Der meist in kräftigen Farben produzierte Teppich war in vielen Wohnzimmern zu finden. Shaggy-Teppiche und Teppichböden haben die längste Polhöhe. Die Dichte der Garnbüschel ist dabei sehr gering, was den Teppich sehr luftig macht und ihm ein sehr flauschiges und lockeres Gefüge verleiht. Beide Eigenschaften zusammen bewirken, dass sich die einzelnen Garne des Teppichs beliebig in verschiedene Richtungen legen und dem Shaggy-Teppich damit auch seinen Charakter verleihen.
Das Erscheinungsbild hat sich seit den 70er-Jahren verändert. Die heutigen Shaggy-Teppiche sind von der farbintensiven Palette eher zu dezenten und gedeckten Farben übergegangen und haben auch ihre materielle Beschaffenheit geändert. Gegenüber den klassischen Shaggy-Teppichen weisen heutige eine etwas kürzere Polhöhe und eine höhere Dichte auf. Dies macht sie widerstandsfähiger und schmutzresistenter.

## Herstellung
Shaggy-Teppiche werden aus texturiertem Garn hergestellt. Texturierung bedeutet, dass glatte Filamentgarne in voluminöse Garne mit erhöhter Kräuselung verwandelt werden. Das gibt dem Garn eine bessere Feuchtigkeitsaufnahme, Glanzminderung und verhindert ein Peeling.
Bei Teppichgarnen kommt zur Erzeugung der Texturierung eine Stauchkammer zum Einsatz. Stauchkammern wie zum Beispiel die Twinrollbox (TRB) sind heute das üblichste Verfahren zur Erzeugung von texturiertem Garn. Dabei kann eine große Bandbreite an verschiedenen Kräuselungsstrukturen erzeugt werden.

## Verwendung und Einsatzmöglichkeiten
Shaggy-Teppiche sind fast ausschließlich im Privatbereich zu finden und gelten als Gestaltungselement der modernen Innenarchitektur. Daher sind sie sehr häufig im Hochpreissegment angesiedelt und werden als Luxusgegenstand vermarktet. Für den kommerziellen Einsatz in hoher Quadratmeterzahl sind Shaggy-Teppiche eher ungeeignet, da sie zu kostenintensiv sind und vor allem auf Grund ihrer physikalischen Beschaffenheit den Anforderungen für intensive Nutzung durch Passantenverkehr nicht entsprechen. Die lange Polhöhe sowie die luftgefüllten Zwischenräume im Teppich machen ihn anfällig für Verschmutzung und erschweren seine Reinigung.